# Rok Benkovič
Rok Benkovič (Ljubljana, 20 maart 1986) is een Sloveens schansspringer. Hij nam eenmaal deel aan de Olympische Spelen, maar won hierbij geen medailles.
In 2003 won hij zilver bij het WK schansspringen voor junioren in Sollefteå, Zweden. In 2005 won hij tijdens het WK in Oberstdorf Goud op de normale schans. Met het Sloveense team won hij brons op de normale schans. Zijn teamgenoten waren Primoz Peterka, Jure Bogataj en Jernej Damjan. Hij deed ook mee aan de Olympische Winterspelen van 2006 in Turijn. Hij werd 10e met het Sloveense team op de grote schans, 49e op de normale schans en 29e op de grote schans. Sinds zijn wereldtitel in 2005 presteerde hij minder.